# ريبيكا مارتن
ريبيكا مارتن (بالإنجليزية: Rebecca Martin)‏ هي كاتبة غنائية وموسيقية ومغنية أمريكية، ولدت في 24 أبريل 1969 في Rumford, Maine ‏ في الولايات المتحدة.

## وصلات خارجية
- ريبيكا مارتن على موقع ميوزك برينز (الإنجليزية)
- ريبيكا مارتن على موقع أول ميوزيك (الإنجليزية)
- ريبيكا مارتن على موقع ديسكوغز (الإنجليزية)